# Emily Blackwell
Emily Blackwell (Bristol, RU, 8 d'octubre de 1826-York Cliffs (Maine), Estats Units, 7 de setembre de 1910) fou una metgessa i educadora, i la segona dona a guanyar un doctorat en medicina en la Universitat Case Western Reserve, i la tercera dona a guanyar un doctorat en medicina als Estats Units.
Emily, juntament amb la seva germana gran, Elizabeth Blackwell, va contribuir en gran manera a l'educació i l'acceptació de les dones professionals de la medicina als Estats Units. De família acomodada, va créixer a la ciutat de Nova York, a Jersey City, Nova Jersey, i a Cincinnati, Ohio, i el 1848, seguint l'exemple de la seva germana gran, va començar a estudiar medicina. Va ser rebutjada per diverses escoles de medicina, entre aquestes la de Ginebra (Nova York).